# 刘若鹏
刘若鹏（1983年9月—），陕西西安人，汉族，中华人民共和国政治人物，中国共产党党员，第十三届全国人民代表大会广东地区代表
发表了关于微波转向材料论文
2018年2月24日，当选为第十三届全国人大代表。